# Калінувка-Басе
Калінувка-Басе (пол. Kalinówka-Basie) — село в Польщі, у гміні Рутки Замбровського повіту Підляського воєводства.
Населення — 137 осіб (2011).
У 1975-1998 роках село належало до Ломжинського воєводства.

## Демографія
Демографічна структура станом на 31 березня 2011 року:
|          | Загалом | Допрацездатний вік | Працездатний вік | Постпрацездатний вік |
| -------- | ------- | ------------------ | ---------------- | -------------------- |
| Чоловіки | 78      | 20                 | 46               | 12                   |
| Жінки    | 59      | 13                 | 35               | 11                   |
| Разом    | 137     | 33                 | 81               | 23                   |